# Eldsjötjärnarna
Eldsjötjärnarna är varandra näraliggande sjöar i Dorotea kommun i Lappland och ingår i Ångermanälvens huvudavrinningsområde.
- Eldsjötjärnarna (Dorotea socken, Lappland, 710701-154589), sjö i Dorotea kommun, 64°04′00″N 16°44′42″Ö / 64.0668°N 16.7451°Ö
- Eldsjötjärnarna (Dorotea socken, Lappland, 710734-154588), sjö i Dorotea kommun, 64°04′07″N 16°44′50″Ö / 64.0687°N 16.7472°Ö (4,4 ha)